# Actinodontium pygmaeum
Actinodontium pygmaeum är en bladmossart som beskrevs av William Russell Buck 1998. Actinodontium pygmaeum ingår i släktet Actinodontium och familjen Daltoniaceae. Inga underarter finns listade i Catalogue of Life.